# Symphonie no 1 de Madetoja
Pour les articles homonymes, voir Symphonie no 1.
La Symphonie no 1 en fa majeur op. 29 a été écrite par le compositeur finlandais Leevi Madetoja en 1914-1916, à l'aube de sa carrière professionnelle. 
Bien que de style post-romantique, la symphonie évite soigneusement les extravagances et les excès typiques des premiers essais, et elle se place parmi les premières symphonies qui sont les plus "matures" et les plus réduites. En conséquence, la première symphonie est la plus courte et la plus concentrée des trois compositions de ce genre de Madetoja. Elle est la seule de ses symphonies à ne pas suivre le modèle symphonique à quatre mouvements.
L'Orchestre philharmonique d'Helsinki a créé l'œuvre à Helsinki, en Finlande, le 10 février 1916, sous la baguette du compositeur. Les critiques reçurent chaleureusement l'œuvre, concluant qu'un important talent symphonique était apparu sur la scène musicale finlandaise.

## Historique
Malgré les hostilités en cours de la Première Guerre mondiale, Madetoja s'est rendu en Russie en septembre 1914 pour prendre la direction de l'Orchestre Viipuri (1914-16). Madetoja a trouvé l'orchestre dans un état de grande désorganisation : il a réussi à rassembler 19 musiciens, situation qui l'a forcé à passer une grande partie de son temps à trouver et à organiser du matériel d'orchestre pour un tel ensemble sous-dimensionné. Et pourtant, il a trouvé le temps d'aborder le plus gros projet de sa jeune carrière: une symphonie. Pendant le processus de composition, qui a été perturbé à plusieurs reprises par ses responsabilités de chef d'orchestre (par exemple, il a terminé la finale juste avant la première dont la date était fixée), Madetoja a reçu une lettre d'encouragement de Jean Sibelius, le plus grand symphoniste de Finlande. 

« Ce que vous avez écrit sur votre projet symphonique me ravit énormément. Je sens que vous atteindrez vos plus grands triomphes dans ce genre, car je considère que vous avez précisément les qualités qui font un compositeur symphonique. C'est ma  ferme conviction. »

— Jean Sibelius, dans une lettre d'octobre 1914 à son ancien élève.
Madetoja a rejoint officiellement les rangs des compositeurs symphoniques le 10 février 1916. L'Orchestre philharmonique d'Helsinki a créé la nouvelle œuvre sous la baguette du compositeur (Robert Kajanus, le fondateur et chef principal de l'orchestre, en était le dédicataire). La « croyance ferme » de Sibelius s'avéra en effet prémonitoire, car les critiques reçurent chaleureusement le nouvel ouvrage; l'impression générale était qu'un nouveau talent symphonique était arrivé. Par exemple, le critique finlandais Evert Katila a loué la symphonie de Madetoja dans Uusi Suomi, en écrivant, « La symphonie capte l'attention par la logique de sa construction et la clarté transparente de son orchestration ».
Sibelius, qui était présent, remarqua aussi la beauté de la symphonie. Néanmoins, le professeur a estimé que la maturité de son ancien élève était encore insuffisante. Par exemple, lorsque certains critiques de la Première Symphonie discernaient dans la musique de Madetoja l'influence de Sibelius (par exemple, Karl Wasenius dans Hufvudstadsbladet), il craignait que son ancien élève ne s'offusque de la comparaison.  Soudainement, Sibelius trouva Madetoja arrogant et regarda avec inquiétude son rapprochement avec Kajanus, avec qui Sibelius entretenait des sentiments d'amitié / rivalité . « J'ai rencontré Madetoja, qui - je suis désolé de le dire - est devenu assez désagréable après son dernier succès », s'inquiète Sibelius dans son journal. «  Kajanus le couvre de flatteries et il n'a pas le recul pour l'estimer tel qu'il est ».

## Structure
La symphonie est composée de trois mouvements :
1. Allegro
2. Lento misterioso
3. Finale: Allegro vivace

Durée : environ 22 minutes

## Orchestration
L'orchestre est important:
| Instrumentation de la Symphonie no 1                                                         |
| Bois                                                                                         |
| 3 flûtes, 1 piccolo, 2 hautbois, 1 cor anglais, 2 clarinettes, 1 clarinette basse, 2 bassons |
| Cuivres                                                                                      |
| 4 cors, 3 trompettes, 3 trombones, 1 tuba                                                    |
| Percussions                                                                                  |
| timbales, triangle, cymbales, grosse caisse, caisse claire, tambourin                        |
| Clavier                                                                                      |
| piano                                                                                        |
| Cordes                                                                                       |
| premiers violons, seconds violons, altos, violoncelles, contrebasses 1 harpe                 |

## Discographie
Jusqu'ici, la Première Symphonie de Madetoja n'a été enregistrée que par des orchestres nordiques, généralement comme faisant partie intégrante d'un plus grand projet d'enregistrement des principales œuvres orchestrales de Madetoja, comme celles de Petri Sakari et l'Orchestre symphonique d'Islande (1991-92), Arvo Volmer et l'Orchestre symphonique d'Oulu (1998-2006), et John Storgårds et l'Orchestre philharmonique d'Helsinki (2012-13).
| Chef d'orchestre | Orchestre                                     | Année | Durée | Label                        |
| ---------------- | --------------------------------------------- | ----- | ----- | ---------------------------- |
| Petri Sakari     | Orchestre symphonique d'Islande               | 1992  | 23:20 | Chandos (CHAN 9115)          |
| Leif Segerstam   | Orchestre symphonique de la radio finlandaise | 1996  | 25:21 | Finlandia (FACD 015)         |
| Arvo Volmer      | Orchestre symphonique d'Oulu                  | 1999  | 20:07 | Alba Records (fi) (ABCD 144) |
| John Storgårds   | Orchestre philharmonique d'Helsinki           | 2013  | 21:13 | Ondine (ODE 1211-2)          |